# Achilles tussen de dochters van Lycomedes

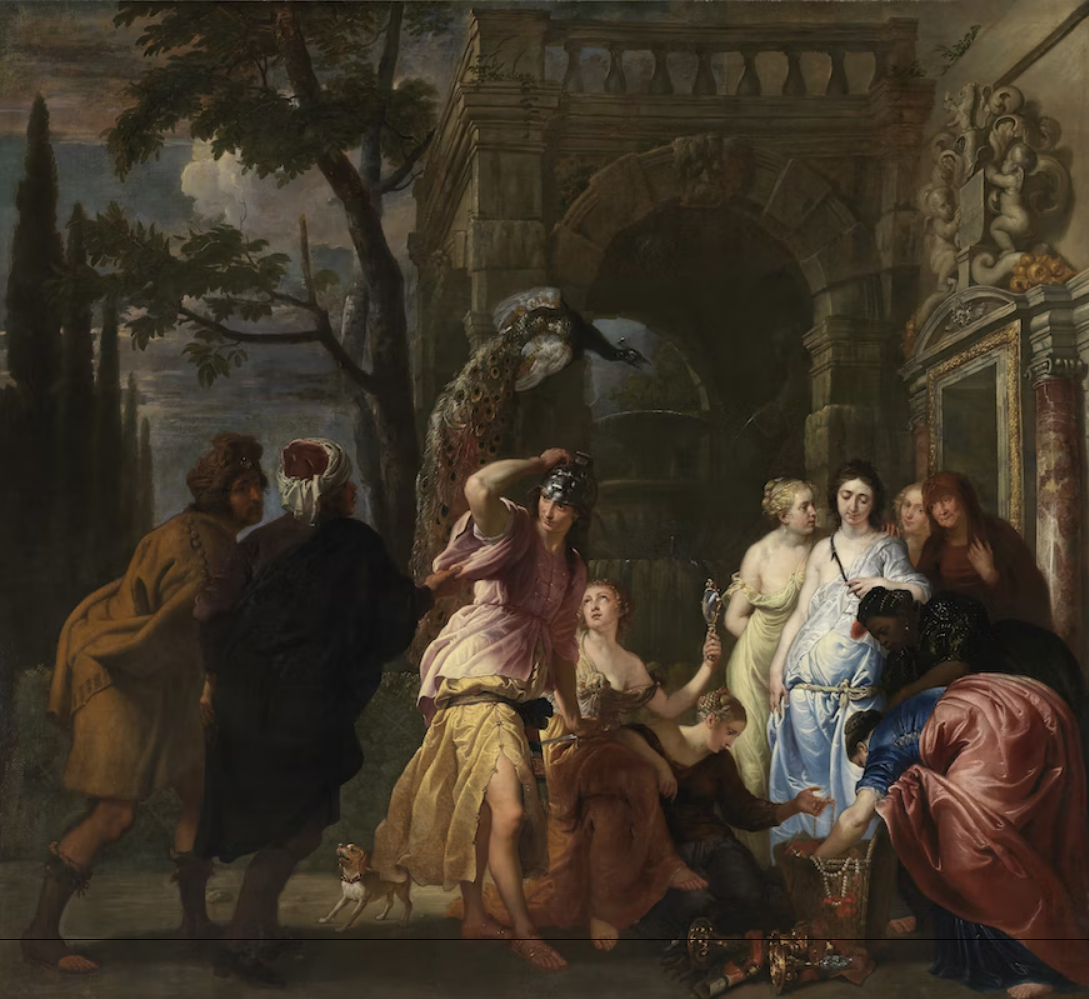
Erasmus Quellinus II, Achilles tussen de dochters van Lycomedes, 1643, Groeningemuseum

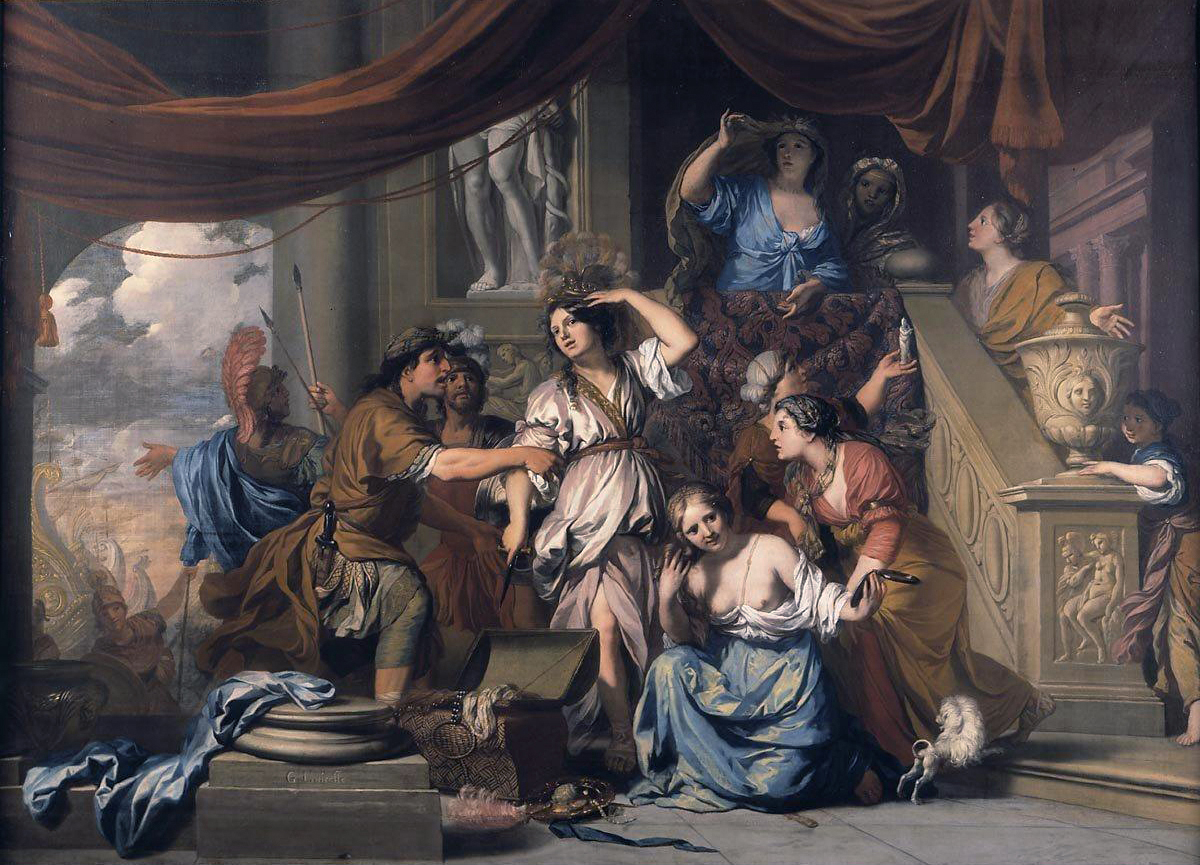
Gerard de Lairesse, Achilles wordt ontdekt tussen de dochters van Lycomedes, c. 1685, Mauritshuis

Achilles tussen de dochters van Lycomedes is een onderwerp dat vele schilders, vooral uit de barok, kozen voor hun schilderijen.
De mythe luidt dat Achilles door zijn moeder als vrouw verkleed en verscholen werd tussen de dochters van Lycomedes, om niet mee te hoeven doen aan de Trojaanse Oorlog. Hij wilde dat niet, omdat een orakel hem had voorspeld dat hij in de Trojaanse Oorlog zou sterven. Hij werd verliefd op een van hen, Deidamia met wie hij een geheime relatie aanging. Deidamia werd zwanger. Hij werd echter ontdekt door Odysseus en Diomedes of Nestor.
Een voorbeeld is het schilderij van Erasmus Quellinus II dat in 1643 werd geschilderd. Hierin gaf hij een verlichte, maar classicistische scène weer. De aandacht wordt vooral getrokken naar de dochters van Lycomedes door de bijzondere lichtinval.
Het Mauritshuis in Den Haag bezit een schilderij door Gerard de Lairesse getiteld "Achilles wordt ontdekt tussen de dochters van Lycomedes".
In het Rubenshuis in Antwerpen bevindt zich een wandkleed door Jan van Leefdael naar een ontwerp van Rubens waarop het tafereel is uitgebeeld. Hierop hebben Nestor en Odysseus zich vermomd als kooplieden. Hij verraadt zich doordat hij uit de koopwaar een helm kiest en enthousiast op zijn hoofd zet. Hij kijkt naar de zwangere Deidamia die de blik van haar geliefde geschrokken en bezorgd beantwoordt. Uit haar houding is af te lezen dat zij de tragische gevolgen van de ontmaskering voorziet.